# Super Cyclone

Super Cyclone è un film del 2012 diretto da Liz Adams, con Ming-Na Wen, Nicholas Turturro,  Andy Clemence, Darin Cooper, Dylan Vox.